# Tatárvár megállóhely
Tatárvár megállóhely egy Somogy vármegyei vasúti megállóhely Öreglak településen, a MÁV üzemeltetésében.
Külterületek közt létesült, lakott helyektől távol, néhány száz méterre délre Öreglak, Buzsák és Lengyeltóti hármashatárától; mindhárom előbbi település, illetve Kisberény központjától is (légvonalban) nagyjából 3-3 kilométerre helyezkedik el.

## Vasútvonalak
A megállóhelyet az alábbi vasútvonalak érintik:
- Kaposvár–Fonyód-vasútvonal

## Kapcsolódó állomások
A megállóhelyhez az alábbi állomások vannak a legközelebb:
- Lengyeltóti vasútállomás (Kaposvár–Fonyód-vasútvonal)
- Öreglak megállóhely (Kaposvár–Fonyód-vasútvonal)

## Forgalom
| Járat        | Útvonal | Gyakoriság |
| ------------ | --- | ---------- |
| személyvonat | Fonyód – Pusztaberény – Lengyeltóti – Tatárvár – Öreglak – Somogyvár – Pamuk – Osztopán – Somogyjád – Várda – Kaposfüred – Kapostüskevár – Kaposvár | Napi 5 pár |